# Fernando de Toledo
Fernando de Toledo (La Aldehuela, 1527 - Madrid, 1591) fue un militar español del siglo XVI, que alcanzó los empleos de caballero y gran prior de la Orden de Malta, Virrey de Cataluña y miembro del Consejo de Estado del rey Felipe II de España.
Su juventud fue trazada por Lope de Vega en su comedia «Más mal hay en la Aldegüela de lo que suena», también conocida como «el Prior de Castilla». 

## Biografía
Fernando de Toledo fue el hijo ilegítimo de Fernando Álvarez de Toledo y Pimentel —el futuro III duque de Alba de Tormes, conocido como el Gran Duque de Alba— nacido de su relación con una molinera que vivía en La Aldehuela, Ávila, cuando él estaba soltero y aún no había sucedido en la Casa de Alba.
Reconocido por su padre, fue nombrado caballero de la Orden de San Juan, más conocida como Orden de Malta, en 1541, y tras una estancia en Italia, el rey Felipe II de España le nombró gran prior de Castilla de la Orden de San Juan.
Más tarde acompañó a su padre en las campañas militares de éste en Flandes y Portugal, donde mandó la caballería con el cargo de capitán general de caballería.
Desde 1571 que regresó de Flandes, hasta 1580 que acompañó a su padre en la campaña portuguesa ocupó el puesto de Virrey de Cataluña. 
En 1583 fue nombrado consejero del Consejo de Estado y Guerra, empleo que ocupaba cuando falleció en Madrid en 1591.